# Lyndon B. Johnson
Lyndon Baines Johnson hay còn gọi là LBJ (phát âm tiếng Anh: /ˈlɪndən ˈbeɪnz ˈdʒɒnsən/; 27 tháng 8 năm 1908 –  22 tháng 1 năm 1973) là một chính trị gia người Mỹ. Ông là Tổng thống Hoa Kỳ thứ 36, tại vị trong giai đoạn 1963–1969. Trước đó, ông đảm nhiệm chức vụ Phó Tổng thống Hoa Kỳ thứ 37 trong giai đoạn 1961–1963. Ông là một trong bốn người duy nhất đắc cử bốn chức vụ liên bang: hạ nghị sĩ, thượng nghị sĩ, phó tổng thống, và tổng thống.
Lyndon B. Johnson là một Đảng viên Đảng Dân chủ đến từ Texas, ông đảm nhiệm chức vụ Hạ nghị sĩ từ năm 1937 đến năm 1949, đảm nhiệm chức vụ Thượng nghị sĩ từ năm 1949 đến năm 1961, trong đó có sáu năm làm lãnh tụ phe đa số trong Thượng nghị viện, hai năm làm lãnh tụ phe thiểu số trong Thượng nghị viện và hai năm làm phó lãnh tụ phe đa số trong Thượng nghị viện. Sau khi thất bại trong chiến dịch giành quyền được Đảng Dân chủ đề cử tranh cử Tổng thống năm 1960, Lyndon B. Johnson được John F. Kennedy yêu cầu làm người đồng tranh cử trong bầu cử tổng thống 1960. Sau khi Tổng thống John F. Kennedy bị ám sát vào ngày 22 tháng 11 năm 1963, Phó Tổng thống Lyndon B. Johnson kế vị chức vụ tổng thống. Ông hoàn thành nhiệm kỳ của John F. Kennedy, và đại thắng trước Barry Goldwater trong bầu cử tổng thống năm 1964.
Johnson được Đảng Dân chủ hết sức ủng hộ, và trên cương vị là tổng thống, ông chịu trách nhiệm về việc phác thảo pháp chế "Đại xã hội", trong đó có các luật ủng hộ dân quyền, truyền thông công cộng, Medicare, Medicaid, bảo vệ môi trường, tài trợ cho giáo dục, tài trợ cho nghệ thuật, phát triển đô thị và nông thông, và "Đấu tranh với bần cùng" của ông. Được hỗ trợ một phần nhờ tăng trưởng kinh tế, Đấu tranh với bần cùng giúp cho hàng triệu người Mỹ vượt lên trên ngưỡng nghèo trong nhiệm kỳ tổng thống của Johnson. Johnson ký các dự luật dân quyền mà theo đó cấm chỉ kỳ thị chủng tộc, và một đạo luật trao quyền đàu phiếu đầy đủ cho công dân thuộc mọi chủng tộc. Đạo luật Nhập cư và Quốc tịch năm 1965 cải cách hệ thống nhập cư quốc gia và bãi bỏ mọi hạn ngạch về nguồn gốc quốc gia.
Trong khi đó, Johnson tăng cường can dự của Hoa Kỳ trong Chiến tranh Việt Nam. Năm 1964, Quốc hội Hoa Kỳ thông qua Nghị quyết vịnh Bắc Bộ, Johnson có quyền sử dụng vũ lực ở mức độ bất kỳ tại Đông Nam Á mà không cần phải yêu cầu về tuyên chiến chính thức. Số nhân viên quân sự Hoa Kỳ tại Việt Namtăng vọt, từ 16.000 cố vấn trong những vai trò phi chiến đấu vào năm 1963, lên đến 550.000 với nhiều người có vai trò chiến đấu vào đầu năm 1968. Bất chấp số quân nhân Hoa Kỳ ngày càng tăng và các chiến dịch ném bom được duy trì liên tục, chiến tranh không có dấu hiệu kết thúc và công chúng bắt đầu nghi ngờ các tuyên bố lạc quan của chính phủ rằng chiến thắng đang ở gần. Bất an càng càng lớn với chiến tranh kích thích một phong trào phản chiến có cơ sở đặc biệt là tại các khu trường sở đại học tại Hoa Kỳ và ngoại quốc.
Các cuộc bạo động mùa hè bùng phát tại hầu hết các thành thị lớn tại Hoa Kỳ sau năm 1965, và tỷ lệ tội phạm tăng vọt, các đối thủ của ông gia tăng yêu cầu về những chính sách "pháp luật và trật tự". Mặc dù có được tán thành rộng khắp vào đầu nhiệm kỳ tổng thống, song sự ủng hộ cho Johnson suy giảm do công chúng phiền não với chiến tranh và bạo lực gia tăng tại Hoa Kỳ. Đảng Dân chủ bị phân thành nhiều phe phái tranh đấu, và sau khi Johnson giành được kết quả tồi trong bầu cử sơ bộ New Hampshire 1968, ông kết thúc việc ứng cử để tái tranh cử. Johnson từ trần bốn năm sau khi rời nhiệm sở. Các sử gia cho rằng nhiệm kỳ tổng thống của Johnson đánh dấu đỉnh cao của chủ nghĩa tự do hiện đại tại Hoa Kỳ sau thời kỳ Kinh tế mới.

## Thời thơ ấu

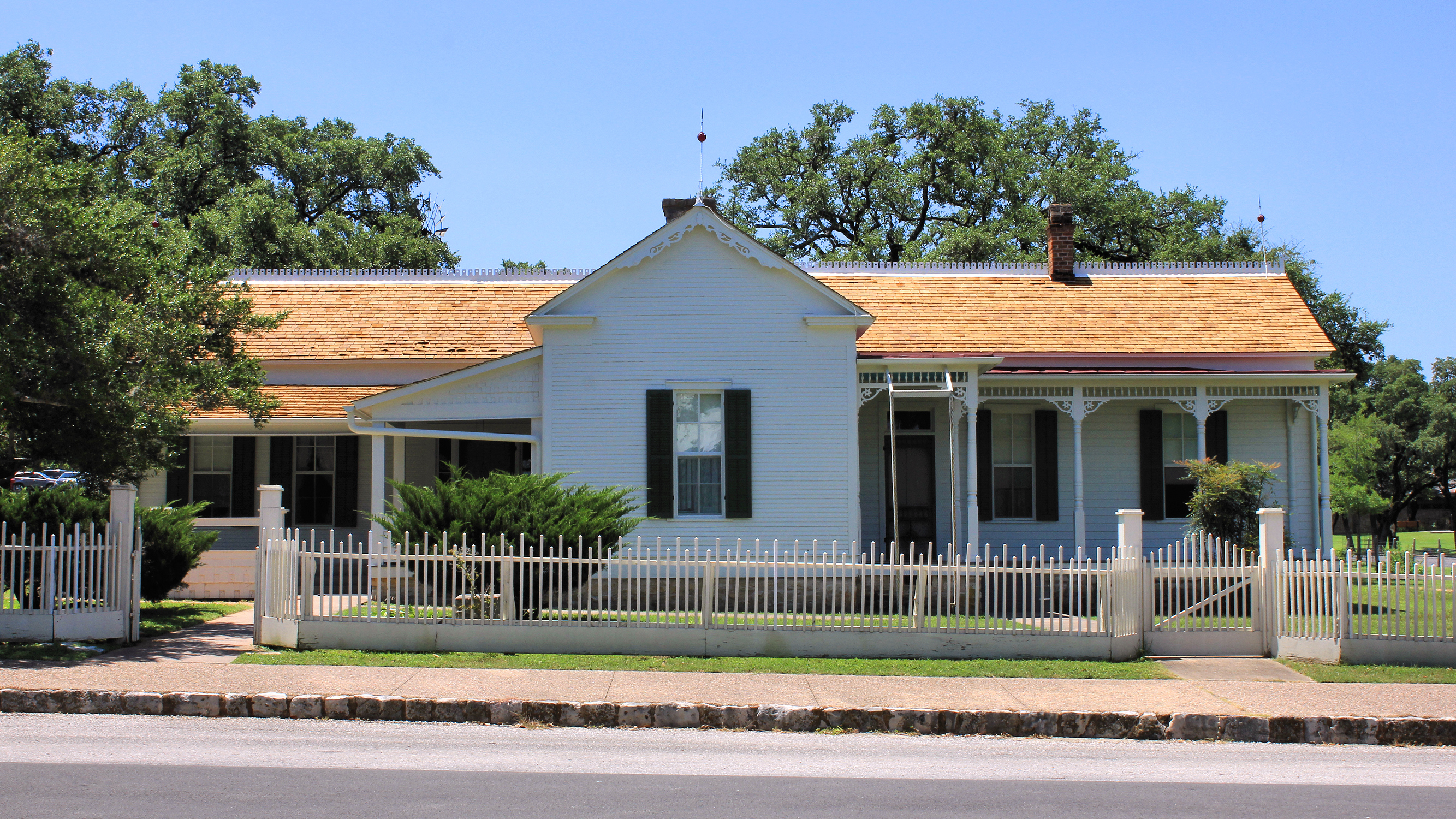
Ngôi nhà thời thơ ấu của Johnson ở thành phố Johnson, Texas

Lyndon Baines Johnson sinh ngày 27 tháng 8 năm 1908 tại Stonewall, Texas, trong một trang trại nhỏ trên sông Pedernales. Ông là người con lớn nhất trong số năm người con được sinh ra bởi Samuel Ealy Johnson Jr. và Rebekah Baines. Johnson có một em trai, Sam Houston Johnson và ba em gái, Rebekah, Josefa và Lucia. Thị trấn nhỏ gần đó của thành phố Johnson, Texas, được đặt theo tên của anh em họ của cha Johnson, James Polk Johnson, có tổ tiên đã di chuyển về phía tây từ Georgia. Johnson có tổ tiên là người Anh, người Đức và người Ulster Scots. Ông là hậu duệ của dòng dõi giáo sĩ Baptist tiên phong George Washington Baines, người đã giám sát tám nhà thờ ở Texas, cũng như những người khác ở Arkansas và Louisiana. Baines, ông ngoại của Johnson, cũng là chủ tịch của Đại học Baylor trong cuộc Nội chiến Hoa Kỳ.
Ông nội của Johnson, Samuel Ealy Johnson Sr., được nuôi dưỡng như một người Baptist và trong một thời gian là thành viên của Giáo hội Kitô giáo (Disciples of Christ). Trong những năm cuối đời, ông nội trở thành Kitô hữu; cha của Johnson cũng gia nhập Giáo hội Christadelphian đến cuối đời. Sau đó, với tư cách là một chính trị gia, Johnson bị ảnh hưởng trong thái độ tích cực của ông đối với người Do Thái bởi niềm tin tôn giáo mà gia đình ông, đặc biệt là ông của Johnson, đã chia sẻ với ông. Câu Kinh Thánh yêu thích của Johnson đến từ Phiên bản King James của Ê-sai 1:18. "Hãy đến ngay bây giờ và để chúng ta cùng nhau lý luận..."
Ở trường, Johnson là một cậu học sinh vụng về, hay nói chuyện trong lớp và được bầu làm lớp trưởng khi còn học lớp 11. Ông tốt nghiệp năm 1924 tại trường trung học thành phố Johnson, nơi ông tham gia nói chuyện trước công chúng, tranh luận và chơi bóng chày. Ở tuổi 15, Johnson là thành viên trẻ nhất trong lớp. Bị áp lực bởi cha mẹ để theo học đại học, ông đăng ký vào một "trường con" của Đại học Sư phạm Tây Nam Texas (SWTSTC) vào mùa hè năm 1924, nơi học sinh từ các trường trung học không có bằng cấp có thể tham gia các khóa học lớp 12 cần thiết để được nhận vào đại học. ông rời trường chỉ vài tuần sau khi đến và quyết định chuyển đến miền nam California. Ông làm việc tại cơ sở hành nghề pháp lý của anh em họ và làm nhiều công việc lặt vặt trước khi trở về Texas, nơi ông làm việc như một người lao động ban ngày.
Năm 1926, Johnson quản lý để ghi danh tại SWTSTC (nay là Đại học bang Texas). ông đã làm việc theo cách của mình thông qua trường học, tham gia vào cuộc tranh luận và chính trị trong khuôn viên trường, và chỉnh sửa tờ báo của trường, The College Star. Những năm đại học trau chuốt thêm kỹ năng thuyết phục và tổ chức chính trị của ông. Trong chín tháng từ 1928-1929, Johnson phải dừng lại việc học của mình để dạy trẻ em Mexico-Mỹ tại trường Welhausen, khoảng 90 dặm (140 km) về phía nam của San Antonio tại La Salle County. Công việc giúp ông tiết kiệm tiền để hoàn thành việc học của mình và ông tốt nghiệp vào năm 1930. Johnson đã giảng dạy trong thời gian ngắn tại trường trung học Pearsall trước khi đảm nhiệm vị trí giáo viên nói trước công chúng tại trường trung học Sam Houston ở Houston.

## Tham gia chính trị
Sau khi Richard M. Kleberg giành chiến thắng trong cuộc bầu cử đặc biệt năm 1931 để đại diện cho Texas tại Hạ viện Hoa Kỳ, ông đã bổ nhiệm Johnson làm thư ký lập pháp của mình. Johnson có được vị trí theo lời giới thiệu của chính cha mình và của Thượng nghị sĩ bang Texas Welly Hopkins, người mà Johnson đã vận động vào năm 1930. Kleberg ít quan tâm đến việc thực hiện các nhiệm vụ hàng ngày của một Dân biểu, thay vào đó ủy thác chúng cho Johnson. Sau khi Franklin D. Roosevelt giành chiến thắng trong cuộc bầu cử tổng thống năm 1932, Johnson trở thành người ủng hộ trung thành của Thỏa thuận mới của Roosevelt. Johnson được bầu làm diễn giả của "Đại hội nhỏ", một nhóm các trợ lý của Quốc hội, nơi ông đã đào tạo các nghị sĩ, nhà báo và nhà vận động. Bạn bè của Johnson bao gồm các trợ lý cho Tổng thống Roosevelt cũng như những người Texas như Phó Tổng thống John Nance Garner và Dân biểu Sam Rayburn.
Johnson kết hôn với Claudia Alta Taylor, còn được gọi là "Lady Bird", ở Karnack, Texas vào ngày 17 tháng 11 năm 1934, sau khi ông theo học tại Trung tâm Luật của Đại học Georgetown trong vài tháng. Đám cưới được tổ chức bởi mục sư Arthur R. McKinstry tại Nhà thờ Tân giáo St. Mark ở San Antonio. Họ có hai cô con gái, Lynda Bird, sinh năm 1944 và Luci Baines, sinh năm 1947. Johnson đặt tên cho con của mình bằng tên viết tắt LBJ dựa trên tên chú chó nuôi của ông là Little Beagle Johnson. Trong cuộc hôn nhân của mình, Lyndon Johnson đã ngoại tình với nhiều phụ nữ, đặc biệt là Alice Marsh (nhũ danh Glass), người đã giúp đỡ ông về mặt chính trị.
Năm 1935, ông được bổ nhiệm làm người đứng đầu Cơ quan Thanh niên Quốc gia Texas, cho phép ông sử dụng chính phủ để tạo ra cơ hội giáo dục và việc làm cho những người trẻ tuổi. Ông đã từ chức hai năm sau đó để tranh cử vào Quốc hội. Johnson, một ông chủ khét tiếng khét tiếng trong suốt sự nghiệp, thường đòi hỏi những ngày làm việc dài và làm việc vào cuối tuần. Ông được bạn bè, các chính trị gia và nhà sử học mô tả như được thúc đẩy bởi một ham muốn đặc biệt đối với quyền lực và sự kiểm soát. Như người viết tiểu sử của Johnson, Robert Caro nhận xét, "Tham vọng của Johnson là không phổ biến ở mức độ mà nó không bị ảnh hưởng bởi ngay cả những điều nhỏ nhất của ý thức hệ, về triết học, về nguyên tắc, niềm tin.

## Sự nghiệp tạiHạ viện Hoa Kỳ(1937-1949)
Vào năm 1937, sau cái chết của Nghị sĩ James P. Buchanan, Johnson đã vận động thành công trong một cuộc bầu cử đặc biệt cho khu vực quốc hội thứ 10 của Texas, bao gồm Austin và các địa phương khác xung quanh. Ông phục vụ trong Hạ viện từ ngày 10 tháng 4 năm 1937 đến ngày 3 tháng 1 năm 1949. Tổng thống Franklin D. Roosevelt nhận thấy Johnson là một đồng minh đáng tin cậy, đặc biệt là các vấn đề liên quan đến chính trị nội bộ ở Texas (Chiến dịch Texas) và mưu mô của Phó Tổng thống John Nance Garner và Chủ tịch Hạ viện Sam Rayburn. Johnson ngay lập tức được bổ nhiệm vào Ủy ban Hải quân. Ông đã làm việc cho điện khí hóa nông thôn và các cải tiến khác cho hạt của mình. Johnson đã chỉ đạo các dự án đối với các nhà thầu mà cá nhân ông biết, như Herman và George Brown, người sẽ tài trợ cho phần lớn sự nghiệp trong tương lai của Johnson. Năm 1941, ông chạy đua vào đảng Dân chủ đề cử tại thượng viện trong một cuộc bầu cử đặc biệt, ông thất bại trước Thống đốc bang Texas, doanh nhân và nhân vật truyền hình W. Lee O'Daniel. O'Daniel đã nhận được 175.590 phiếu bầu (30,49 phần trăm) so với 174,279 (30,26 phần trăm) của Johnson.

### Nghĩa vụ quân sự (1941-1942)

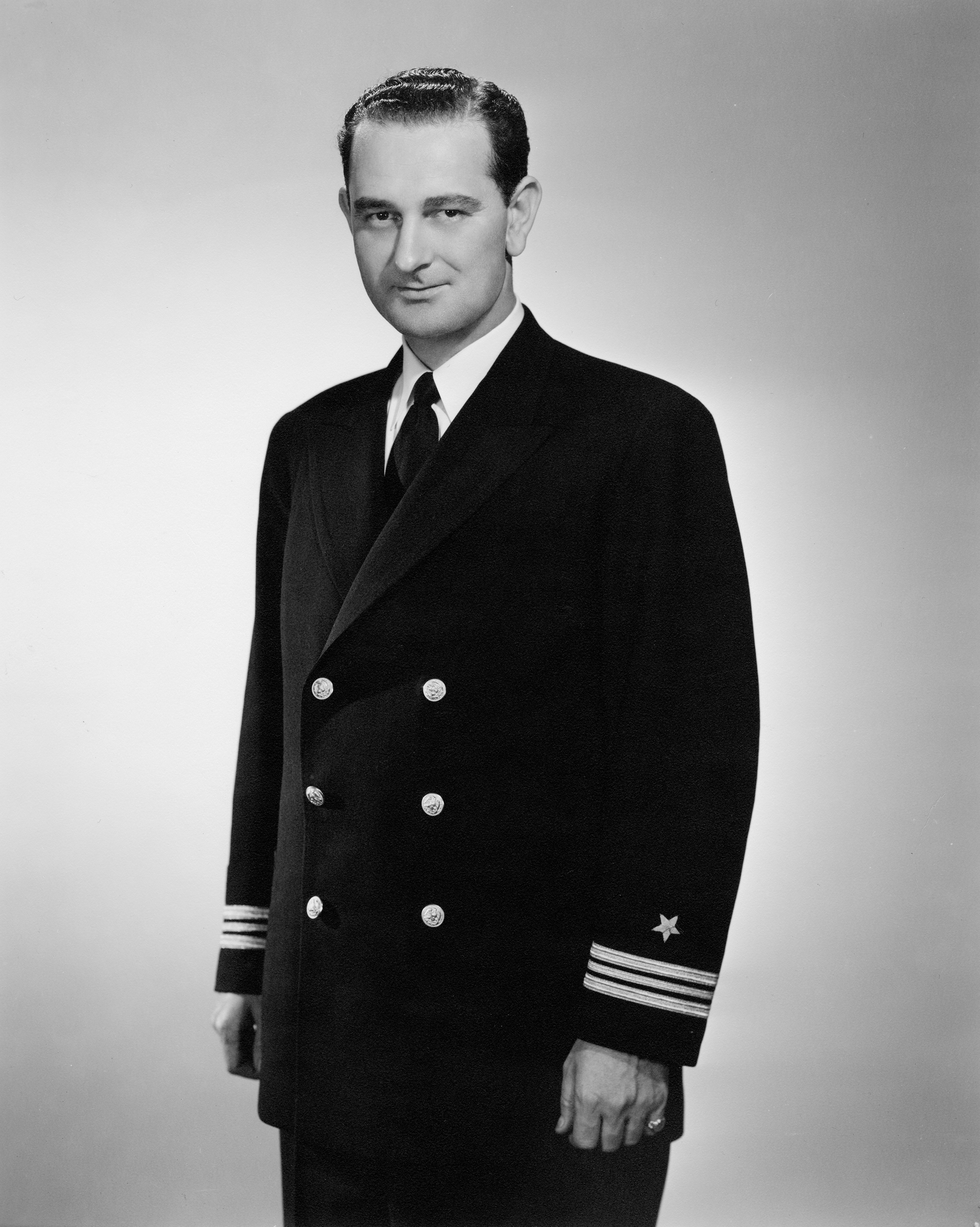
Johnson vào tháng 3 năm 1942.

Johnson được bổ nhiệm làm Trung úy tại Khu bảo tồn Hải quân Hoa Kỳ vào ngày 21 tháng 6 năm 1940. Trong khi làm Đại diện Hoa Kỳ, ông được cử đi làm nhiệm vụ ba ngày sau cuộc tấn công của Nhật vào Trân Châu Cảng vào tháng 12 năm 1941. Lệnh của ông là báo cáo cho Chánh văn phòng hoạt động hải quân ở Washington, D.C. để được hướng dẫn và huấn luyện. Sau khi được huấn luyện, ông đã yêu cầu Hải quân James Forrestal giao nhiệm vụ chiến đấu. Thay vào đó, ông được cử đi kiểm tra các cơ sở đóng tàu ở Texas và Bờ Tây. Vào mùa xuân năm 1942, Tổng thống Roosevelt quyết định ông cần thông tin tốt hơn về các điều kiện ở Tây Nam Thái Bình Dương và gửi một đồng minh chính trị rất đáng tin cậy để có được nó. từ một gợi ý của Forrestal, Roosevelt đã giao Johnson cho một nhóm khảo sát gồm ba người ở Tây Nam Thái Bình Dương.
Johnson đã báo cáo với Tướng Douglas MacArthur ở Úc. Johnson và hai sĩ quan quân đội khác đã đến căn cứ của Tập đoàn Bom 22, được giao nhiệm vụ có nguy cơ cao ném bom căn cứ không quân Nhật Bản tại Lae ở New Guinea. Vào ngày 9 tháng 6 năm 1942, Johnson tình nguyện làm người quan sát cho một cuộc không kích vào New Guinea của máy bay ném bom B-26. Báo cáo khác nhau về những gì đã xảy ra với máy bay chở Johnson trong nhiệm vụ đó. Người viết tiểu sử của Johnson, John Robert Caro chấp nhận tài khoản của Johnson và hỗ trợ nó với lời khai từ máy bay liên quan: máy bay đã bị tấn công, vô hiệu hóa một động cơ và nó quay trở lại trước khi tiếp cận mục tiêu, mặc dù vẫn bị hỏa hoạn. những người khác cho rằng nó quay trở lại vì sự cố máy phát điện trước khi tiếp cận mục tiêu và trước khi gặp máy bay địch và không bao giờ bị bắn cháy; điều này được hỗ trợ bởi hồ sơ chuyến bay chính thức. Các máy bay khác tiếp tục nhắm mục tiêu bị bắn gần mục tiêu vào cùng thời điểm máy bay của Johnson được ghi nhận là đã hạ cánh xuống căn cứ không quân ban đầu. MacArthur trao tặng cho Johnson Ngôi sao bạc hành động dũng cảm: thành viên duy nhất của phi hành đoàn nhận được huân chương này.
Johnson, người đã sử dụng máy quay phim để ghi lại các dữ kiện, đã báo cáo lên Roosevelt, các nhà lãnh đạo Hải quân và trước Quốc hội rằng các điều kiện đó thật đáng trách và không thể chấp nhận được: một số nhà sử học cho rằng đây là để đổi lấy khuyến nghị của MacArthur để trao giải Ngôi Sao bạc. Ông cho rằng Tây Nam Thái Bình Dương rất cần một ưu tiên cao hơn và một phần lớn hơn các nguồn cung cấp chiến tranh. Các máy bay chiến đấu được gửi tới đó, chẳng hạn, "thua kém nhiều" so với máy bay Nhật Bản; và tinh thần là xấu. ông nói với Forrestal rằng Hạm đội Thái Bình Dương có nhu cầu "quan trọng" đối với 6.800 người đàn ông có kinh nghiệm bổ sung. Johnson đã chuẩn bị một chương trình mười hai điểm để nâng cấp nỗ lực trong khu vực, nhấn mạnh "sự hợp tác và phối hợp lớn hơn trong các mệnh lệnh khác nhau và giữa các hạm đội chiến tranh khác nhau". Đại hội đã phản ứng lại bằng cách ra lệnh cho Johnson một nhiệm vụ tương tự như của Ủy ban Truman tại Thượng viện. Ông đã thăm dò sự thiếu hiệu quả "kinh doanh như bình thường" trong thời bình đã thấm vào cuộc chiến hải quân và yêu cầu các đô đốc hoàn thành công việc. Johnson đã đi quá xa khi ông đề xuất một dự luật sẽ đàn áp dự thảo miễn trừ cho công nhân đóng tàu nếu họ vắng mặt quá thường xuyên; tổ chức lao động chặn hóa đơn và tố cáo ông. Người viết tiểu sử của Johnson, Robert Dallek kết luận: "Nhiệm vụ là một sự phơi bày tạm thời với nguy hiểm được tính toán để đáp ứng mong muốn chính trị và cá nhân của Johnson, nhưng nó cũng thể hiện nỗ lực thực sự của ông ta, tuy nhiên đã đặt nhầm chỗ, để cải thiện rất nhiều người lính chiến đấu của nước Mỹ."
Ngoài Ngôi sao bạc, Johnson còn nhận được Huân chương Chiến dịch Hoa Kỳ, Huy chương Chiến dịch Châu Á - Thái Bình Dương và Huân chương Chiến thắng Thế chiến II. Ông được thả ra khỏi nhiệm vụ hoạt động vào ngày 17 tháng 7 năm 1942 và ở lại trong Khu bảo tồn Hải quân, sau đó được thăng chức Tư lệnh vào ngày 19 tháng 10 năm 1949 (có hiệu lực từ ngày 2 tháng 6 năm 1948). Ông đã từ chức tại Cục Dự trữ Hải quân và có hiệu lực từ ngày 18 tháng 1 năm 1964.

### Cuộc bầu cử năm 1948
Trong cuộc bầu cử năm 1948, Johnson một lần nữa tranh cử vào Thượng viện và giành chiến thắng trong một cuộc bầu cử sơ bộ của Đảng Dân chủ gây tranh cãi trước cựu thống đốc nổi tiếng Coke Stevenson. Johnson đã thu hút rất đông người đến các hội chợ với chiếc trực thăng thuê của ông có tên là "Cối xay gió thành phố Johnson". ông đã quyên góp tiền để quáng bá các thông tư chiến dịch và giành chiến thắng trước những người bảo thủ bằng cách đặt ra những nghi ngờ về sự ủng hộ của Stevenson đối với Đạo luật Taft-Hartley (kiềm chế quyền lực của liên minh). Stevenson đứng đầu trong chính nhưng thiếu đa số, vì vậy một cuộc bầu cử tranh cử đã được tổ chức; Johnson vận động mạnh mẽ hơn, trong khi những nỗ lực của Stevenson sụt giảm do thiếu vốn.
Việc kiểm phiếu được xử lý bởi Ủy ban Trung ương Nhà nước Dân chủ, mất một tuần. Johnson đã được công bố người chiến thắng với 87 phiếu trong số 988.295, một tỷ lệ cực kỳ nhỏ của chiến thắng tuy nhiên, chiến thắng của Johnson dựa trên 200 "phiếu bầu gian lận một cách rõ ràng": 608 phiếu bầu được báo cáo sáu ngày sau cuộc bầu cử từ Hộp 13 tại Hạt Jim Wells, trong một khu vực do ông trùm chính trị George Parr thống trị. Các tên được thêm vào theo thứ tự bảng chữ cái và được viết bằng cùng một cây bút và chữ viết tay, ở cuối danh sách cử tri. Một số người trong phần này của danh sách khẳng định rằng họ đã không bỏ phiếu ngày hôm đó. Thẩm phán bầu cử Luis Salas nói vào năm 1977 rằng ông đã chứng nhận 202 phiếu bầu gian lận cho Johnson. Robert Caro đã đưa ra trường hợp trong cuốn sách năm 1990 của mình rằng Johnson đã gian lận ở cuộc bầu cử ở Hạt Jim Wells, và cũng có hàng ngàn phiếu bầu gian lận ở các quận khác, bao gồm 10.000 phiếu được chuyển từ San Antonio. Ủy ban Trung ương Nhà nước Dân chủ đã bỏ phiếu xác nhận đề cử của Johnson bởi đa số mọi người (29–28), với phiếu bầu cuối cùng được thay mặt cho Johnson bởi Temple, Texas. Các hội nghị dân chủ nhà nước duy trì Johnson. Stevenson đã ra tòa, cuối cùng đưa vụ kiện của mình ra trước Tòa án Tối cao Hoa Kỳ, nhưng với sự giúp đỡ kịp thời từ bạn của ông và Thẩm phán Tòa án Tối cao Hoa Kỳ tương lai Abe Fortas, Johnson đã thắng thế dựa trên cơ sở quyền tài phán về việc đề cử một ứng cử viên, không phải là chính quyền liên bang. Johnson đã đánh bại Nghị sĩ đảng Cộng hòa Jack Porter trong cuộc tổng tuyển cử vào tháng 11 và tới Washington, được mệnh danh là "Landslide Lyndon". Johnson bác bỏ những lời chỉ trích của mình, vui vẻ nhận lấy biệt danh này.

## Sự nghiệp tạiThượng viện Hoa Kỳ(1949-1961)

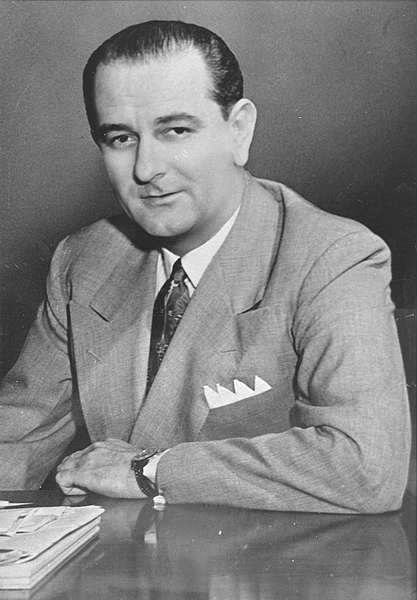
Johnson là Thượng nghị sĩ Hoa Kỳ từ Texas.

Khi còn ở Thượng viện, Johnson được các đồng nghiệp biết đến nhờ "sự tán tỉnh" rất thành công của các thượng nghị sĩ lớn tuổi, đặc biệt là Thượng nghị sĩ Richard Russell của Đảng Dân chủ từ Georgia, lãnh đạo của liên minh Bảo thủ và được cho là người đàn ông quyền lực nhất tại Thượng viện. Johnson đã tiến hành để có được sự ủng hộ của Russell giống như cách mà ông đã "tán tỉnh" người phát ngôn Sam Rayburn và có được sự ủng hộ quan trọng của ông trong Nhà Trắng.
Johnson được bổ nhiệm vào Ủy ban Dịch vụ Vũ trang Thượng viện và năm 1950, ông đã giúp tạo ra Tiểu ban Điều tra Chuẩn bị. Johnson trở thành chủ tịch của nó và tiến hành điều tra về chi phí và hiệu quả quốc phòng. Các cuộc điều tra này cho thấy các cuộc điều tra cũ và yêu cầu các hành động đã được Cơ quan Truman thực hiện một phần, mặc dù có thể nói rằng các cuộc điều tra của ủy ban đã củng cố nhu cầu thay đổi. Johnson đã đạt được các chỉ tiêu và sự chú ý của quốc gia thông qua việc ông xử lý thông tin báo chí, hiệu quả mà ủy ban của ông đưa ra các báo cáo mới và thực tế là ông đảm bảo rằng mọi báo cáo đều được ủy ban nhất trí thông qua. Johnson đã tận dụng ảnh hưởng chính trị của mình tại Thượng viện để nhận giấy phép phát sóng từ Ủy ban Truyền thông Liên bang dưới tên của vợ. Sau cuộc tổng tuyển cử năm 1950, Johnson được chọn làm Thượng nghị sĩ trong Thượng viện vào năm 1951 dưới quyền lãnh đạo mới, Ernest McFarland ở Arizona, và phục vụ từ năm 1951 đến 1953.
Trong cuộc tổng tuyển cử năm 1952, đảng Cộng hòa đã giành được đa số ở cả Hạ viện và Thượng viện. Trong số những người Dân chủ bị đánh bại năm đó có McFarland, người đã thua cuộc trước Barry Goldwater. Vào tháng 1 năm 1953, Johnson được các nghị sĩ Dân chủ của mình chọn làm lãnh đạo thiểu số; ông trở thành Thượng nghị sĩ cơ sở nhất từng được bầu vào vị trí này. Một trong những hành động đầu tiên của ông là loại bỏ hệ thống thâm niên trong việc bổ nhiệm các ủy ban, trong khi vẫn giữ chức chủ tịch. Trong cuộc bầu cử năm 1954, Johnson đã được bầu lại vào Thượng viện và vì đảng Dân chủ chiếm đa số tại Thượng viện, sau đó trở thành lãnh đạo đa số. Cựu lãnh đạo đa số William Knowland trở thành lãnh đạo thiểu số. Nhiệm vụ của Johnson là lên lịch trình cho pháp luật và giúp thông qua các biện pháp được ủng hộ bởi đảng Dân chủ. Johnson, Rayburn và Tổng thống Dwight D. Eisenhower đã phối hợp tốt với nhau trong việc thông qua chương trình nghị sự trong và ngoài nước của Eisenhower.
Trong cuộc khủng hoảng Suez, Johnson đã cố gắng ngăn chính phủ Hoa Kỳ chỉ trích cuộc xâm lược của Israel vào bán đảo Sinai. Cùng với phần còn lại của đất nước, Johnson đã kinh hoàng trước mối đe dọa trước sự thống trị của Liên Xô đối với chuyến bay vào vũ trụ ngụ ý khi phóng vệ tinh nhân tạo đầu tiên Sputnik 1 và sử dụng ảnh hưởng của mình để đảm bảo thông qua Đạo luật Hàng không và Vũ trụ Quốc gia năm 1958, mà thành lập cơ quan vũ trụ dân sự NASA.
Các nhà sử học Caro và Dallek coi Lyndon Johnson là nhà lãnh đạo Thượng viện hiệu quả nhất trong lịch sử. Một người viết tiểu sử cho rằng ông là "người thu thập thông tin vĩ đại nhất mà Washington từng biết", khám phá chính xác nơi mọi Thượng nghị sĩ đứng trước các vấn đề, triết lý và định kiến của ông, điểm mạnh và điểm yếu của ông và những gì cần có để bỏ phiếu. Robert Baker tuyên bố rằng thỉnh thoảng Johnson sẽ gửi một số thượng nghị sĩ trong các chuyến đi của NATO để tránh những phiếu bầu không đồng tình của họ.
Là một người nghiện hút thuốc lá, Johnson bị một cơn đau tim suýt chết vào ngày 2 tháng 7 năm 1955. Ông đột ngột từ bỏ thuốc lá và chỉ có một vài ngoại lệ, đã không tiếp tục thói quen này cho đến khi ông rời khỏi Nhà Trắng vào ngày 20 tháng 1 năm 1969. Johnson tuyên bố ông sẽ vẫn là lãnh đạo đảng của ông tại Thượng viện vào đêm giao thừa năm 1955, các bác sĩ của ông báo cáo rằng ông đã "hồi phục rất nhanh chóng" kể từ khi bị đau tim năm tháng trước đó.

## Phó Tổng thống Hoa Kỳ (1961-1963)
Tại hội nghị Dân chủ năm 1960, Johnson để thua trong cuộc chạy đua vào Nhà Trắng, John F. Kennedy, 809 phiếu bầu của Kennedy so với 409 phiếu bầu của Johnson. Sau đó, ông làm nhiều người ngạc nhiên cả trong và ngoài đảng khi ông chấp nhận lời mời của Kennedy làm Phó Tổng thống. Vượt qua nỗi thất vọng khi không đứng đầu cuộc bỏ phiếu, ông vận động mạnh mẽ và nhiều nhà quan sát cảm thấy rằng nếu không có sự hiện diện của ông, Kennedy không thể có phiếu đại cử tri ở các bang Texas, Louisiana và Carolina, điều cần thiết cho chiến thắng của ông trước ứng cử viên đảng Cộng hòa, Richard Nixon.
Johnson thường không thoải mái trong vai trò Phó Tổng thống. Kiến thức chính trị về Quốc hội của ông hầu như không được sử dụng, mặc dù Kennedy không thể vượt qua chương trình lập pháp của riêng mình. Mặc dù ông phục vụ trong Hội đồng An ninh Quốc gia và được bổ nhiệm làm chủ tịch của một số ủy ban quan trọng như Hội đồng Hàng không và Vũ trụ Quốc gia, Hội đồng Tư vấn Quân đoàn Hòa bình và Ủy ban Cơ hội Việc làm Bình đẳng của Tổng thống, Johnson coi hầu hết các nhiệm vụ của mình là công việc bận rộn, và ông đã bị thuyết phục rằng tổng thống đã phớt lờ ông. Nỗi thất vọng của ông được thể hiện bởi sự khinh bỉ rõ ràng của một số thành viên nổi tiếng trong chính quyền Kennedy. Em trai của Tổng thống, Tổng Chưởng lý Robert F. Kennedy, người sau này đánh giá LBJ là một người bỉ ổi và thô thiển từ Texas.

## Tổng thống Hoa Kỳ (1963-1969)

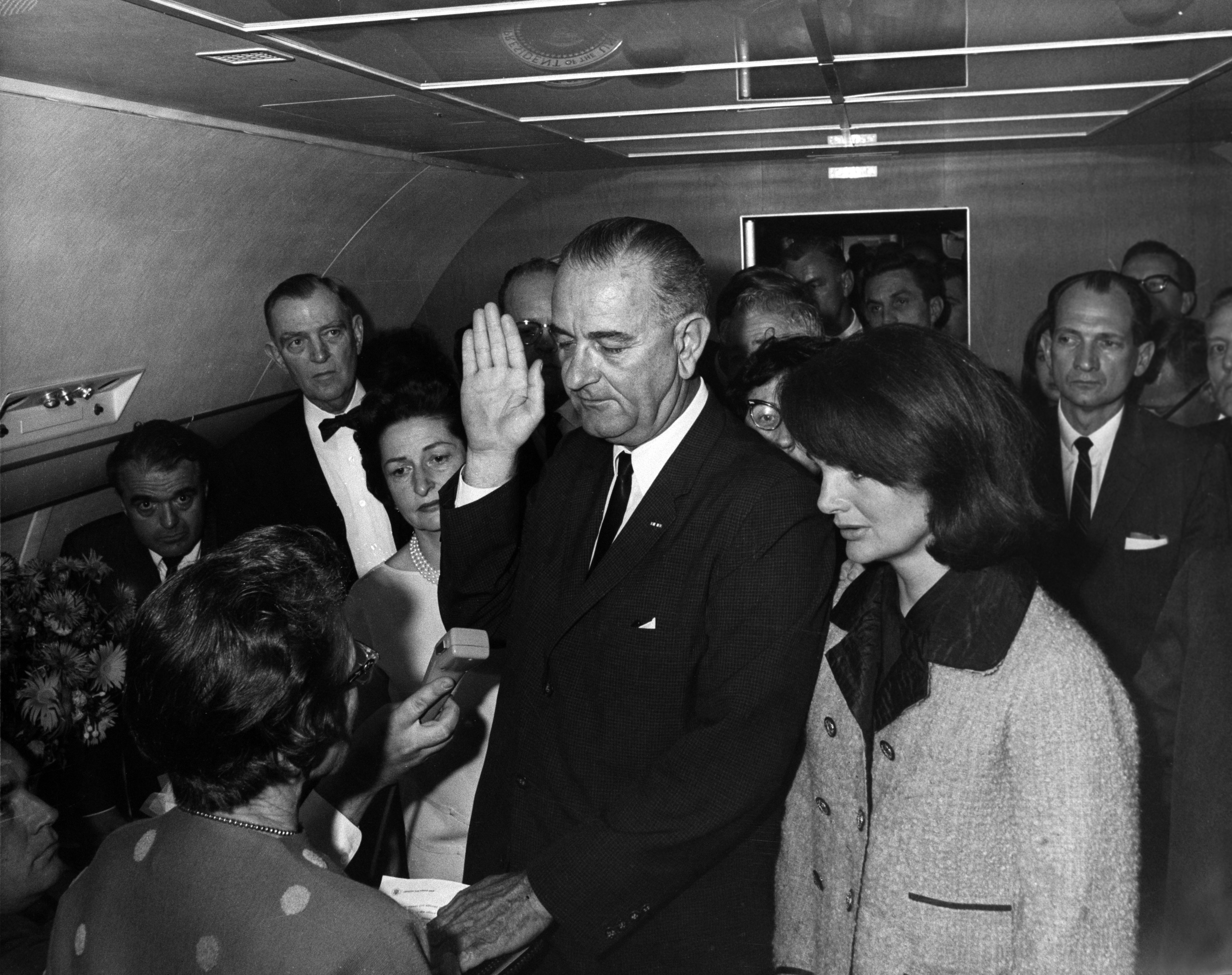
LBJ tuyên thệ nhậm chức Tổng thống tại Air Force One, đứng bên cạnh là Jackie Kennedy với chiếc áo vẫn còn dính máu chồng mình

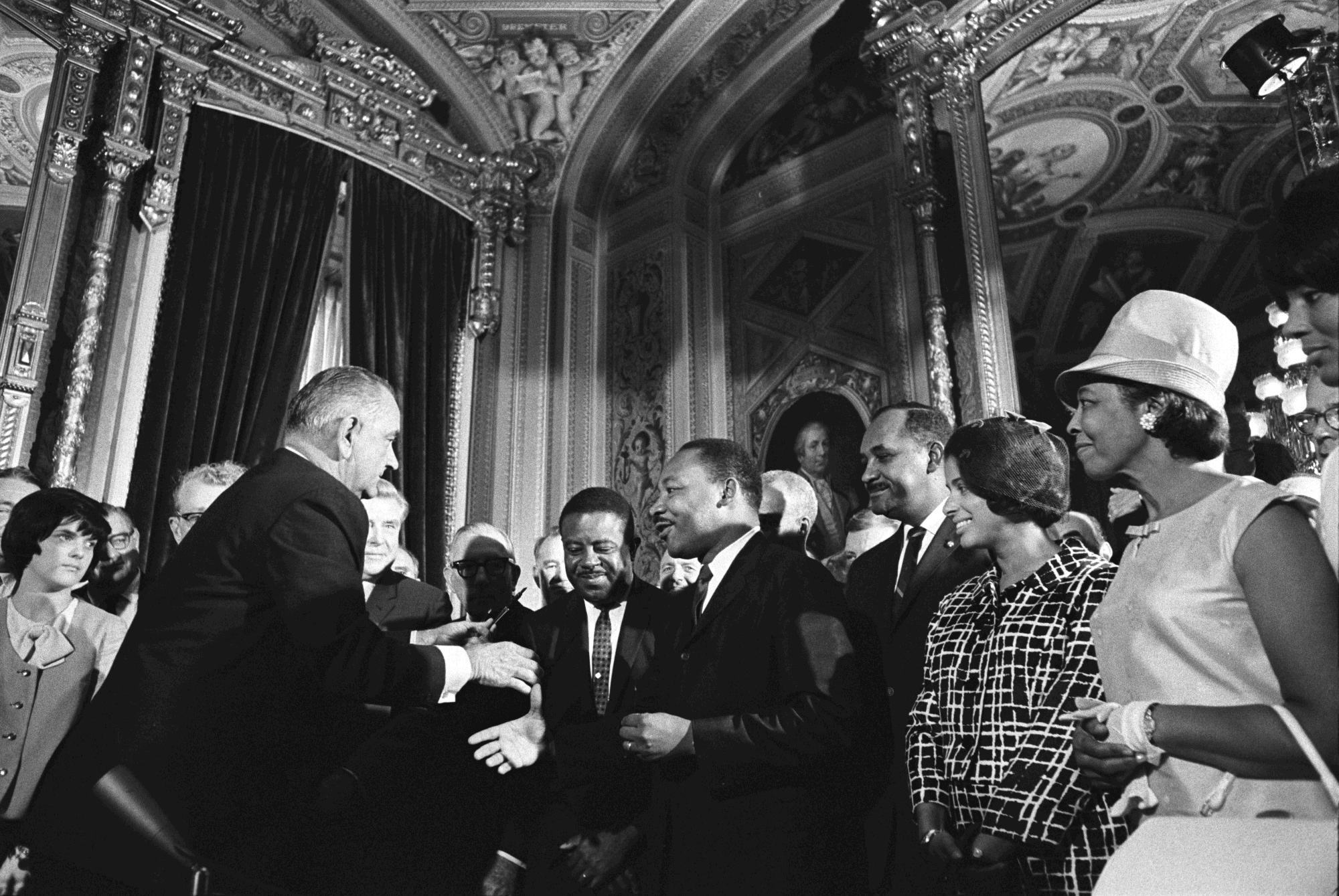
Tổng thống Lyndon B. Johnson, Martin Luther King Jr. và Rosa Park tại lễ ký kết Đạo luật Quyền Bỏ phiếu ngày 6 tháng 8 năm 1965

Vào ngày 22 tháng 11 năm 1963, trong một chuyến công du chính trị, Tổng thống Kennedy đã bị ám sát. Vào lúc 2:38 chiều ngày hôm đó, Johnson đã tuyên thệ nhậm chức trên máy bay của tổng thống, Air Force One, khi nó đứng trên đường băng tại Love Field, Dallas, chờ đợi đưa thi hài Kennedy trở về Washington, D.C.. Trong một buổi chiều, Johnson đã bị đẩy vào vai trò khó khăn nhất - và được đánh giá cao nhất - trong sự nghiệp chính trị lâu dài của mình. Một trong những hành động đầu tiên của tổng thống mới là chỉ định một Ủy ban điều tra vụ ám sát Kennedy và vụ bắn chết Lee Harvey Oswald, kẻ ám sát được cho là đã bị giết hai ngày sau đó. Được chủ trì bởi Earl Warren, chánh án của Hoa Kỳ, Ủy ban Warren đã kết luận vào tháng 9 năm 1964 rằng không có âm mưu nào trong cái chết của Kennedy và vụ giết Lee Harvey Oswald, kẻ ám sát được cho là hai ngày sau đó. Ngay sau đó, chánh án của Hoa Kỳ, Ủy ban Warren đã kết luận vào tháng 9 năm 1964 rằng không có âm mưu nào liên quan trong cái chết của Kennedy.
Trong những ngày căng thẳng sau vụ ám sát, Johnson đã giúp làm dịu sự hiềm khích quốc gia và đảm bảo sự liên tục trong nhiệm kỳ tổng thống. Vào ngày 27 tháng 11, ông đã đề cập đến một phiên họp chung của Quốc hội và gợi lại ký ức về vị tổng thống tử vì đạo, thúc giục việc thông qua chương trình nghị sự lập pháp của Kennedy, đã bị đình trệ trong các ủy ban của Quốc hội. Ông đặt tầm quan trọng lớn nhất vào dự luật dân quyền của Kennedy, nơi trở thành tâm điểm của những nỗ lực của ông trong những tháng đầu tiên của nhiệm kỳ tổng thống. Càng không có tài liệu tưởng niệm hay điếu văn nào có thể tôn vinh một cách hùng hồn về Tổng thống Kennedy, ông nói về việc thông qua dự luật dân quyền sớm nhất có thể. Dự luật này hiệu lực hơn dự luật mà Kennedy đã đề xuất, và biện pháp cuối cùng đã được Thượng viện thông qua vào tháng 6, sau một cuộc "làm phim dài" 83 ngày của các đối thủ miền Nam.
Đạo luật Dân quyền, mà Johnson đã ký ban thành luật vào ngày 2 tháng 7 năm 1964, là đạo luật toàn diện và sâu rộng nhất trong lịch sử Hoa Kỳ. Trong số các điều khoản của nó là cấm phân biệt chủng tộc và phân biệt đối xử ở những nơi ở công cộng, cấm phân biệt đối xử theo chủng tộc hoặc giới tính trong việc làm và tư cách thành viên công đoàn, và đảm bảo mới về quyền bầu cử bình đẳng. Luật cũng ủy quyền cho Bộ Tư pháp đưa vụ kiện chống lại hội đồng trường địa phương để chấm dứt các hành vi bị cho là phân biệt đối xử, do đó đẩy nhanh sự phân chia trường học. Tính hợp hiến của đạo luật này ngay lập tức bị thách thức nhưng được Tòa án tối cao duy trì vào năm 1964.
Cơ quan việc làm cho người thất nghiệp và chương trình Head Start cho trẻ mẫu giáo; luật dân quyền mới, chẳng hạn như Đạo luật về quyền bỏ phiếu (năm 1965), ngoài vòng pháp luật về kiểm tra xóa mù chữ và các thiết bị khác được sử dụng để ngăn người Mỹ gốc Phi bỏ phiếu; và trợ cấp y tế, cung cấp các lợi ích sức khỏe cho người già và người nghèo. Những điều khác giải quyết các vấn đề trong giáo dục, phát triển nhà ở và đô thị, giao thông, bảo tồn môi trường và nhập cư. Johnson đã xem các biện pháp này khi xây dựng và hoàn thành tầm nhìn New Deal của Franklin D. Roosevelt; với sự chấp nhận của họ, Hoa Kỳ đã gia nhập hàng ngũ các quốc gia phúc lợi ở Tây Âu và Scandinavia. Tuy nhiên, hiệu quả của các chủ trương này đã sớm được tuyên bố bằng cách tăng cường sự tham gia của quân đội Mỹ vào cuộc chiến ở Việt Nam, bắt đầu từ thời chính quyền Eisenhower và được Tổng thống Kennedy đẩy nhanh tiến độ.

## Chiến tranh Việt Nam
Tổng thống Johnson tăng cường tập trung vào cố gắng của quân đội Mỹ ở Việt Nam. Ông tin chắc chắn rằng chính sách Kiềm chế đòi hỏi Hoa Kỳ phải có một sự cố gắng đáng kể trong việc chặn đứng sự bành trướng của chủ nghĩa cộng sản. Vào lúc Kennedy qua đời, có khoảng 16.000 cố vấn Hoa Kỳ ở Việt Nam. Johnson đã tăng cường số lượng đó và mở rộng vai trò của họ sau sự kiện Vịnh Bắc Bộ (khoảng 3 tuần sau khi Hội nghị của Đảng Cộng hòa năm 1964 đề cử Barry Goldwater tranh cử Tổng thống).
Ông đã gia tăng nỗ lực chiến tranh liên tục từ 1964 đến 1968. Số lượng tử trận của binh sĩ Hoa Kỳ cũng tăng lên. Trong hai tuần tháng 5 năm 1968, số lượng đó là 1.800 với tổng cộng thương vong là 18.000. Viện dẫn thuyết Domino ông nói: "Nếu chúng ta cho phép Việt Nam thất thủ, ngày mai chúng ta sẽ chiến đấu ở Hawaii, tuần tới ở San Francisco."
Johnson sợ rằng quá nhiều tập trung vào Việt Nam sẽ làm ông mất chú ý các chính sách Xã hội Lớn (Great Society) của ông. Nhưng sau Sự kiện Tết Mậu Thân, nhiệm kì Tổng thống của ông đã bị chiếm hết bởi Chiến tranh Việt Nam hơn lúc nào hết. Vì có nhiều binh sĩ Hoa Kỳ tử trận, sự tín nhiệm của Johnson xuống dốc. Sinh viên đại học và những người khác tổ chức phản đối, đốt thẻ quân dịch và hô lên những khẩu hiệu như là, "Hey, hey, LBJ, bao nhiêu đứa trẻ đã bị ông giết trong ngày hôm nay?" Vào năm cuối của nhiệm kì, Johnson không thể đi đến bất cứ một nơi nào mà không bị phản đối.
Sau đó trong một bài diễn văn cuối tháng 3, ông chấn động cả nước khi tuyên bố sẽ không tái tranh cử: "Tôi sẽ không tìm cách, và sẽ không chấp nhận sự đề cử của Đảng tôi cho nhiệm kì Tổng thống kế tiếp", chỉ vài ngày sau khi trưng cầu dân ý cho thấy chỉ có 29% dân Mỹ ủng hộ chiến tranh. Cũng trong cái gọi là sự ngạc nhiên tháng 10, Johnson tuyên bố với nước Mỹ rằng vào ngày 31 tháng 10 năm 1968 rằng ông đã ra lệnh hoàn toàn ngừng các cuộc oanh tạc trên không, trên biển và đại pháo vào Bắc Việt Nam, hiệu lực từ ngày 1 tháng 11 nếu chính quyền Hà Nội sẵn sàng thương lượng và dẫn chứng những tiến bộ trong quá trình đàm phán hòa bình ở Paris.
Johnson đã không bị loại trừ cho việc tranh cử cho nhiệm kì thứ hai dưới điều khoản của Tu chính án 22 vì ông phục vụ ít hơn 24 tháng trong nhiệm kì của Kennedy. Nếu như ông ở lại tranh cử và thắng năm 1968, ông có lẽ đã là Tổng thống phục vụ lâu nhất kể từ sau Franklin D. Roosevelt.

## Qua đời

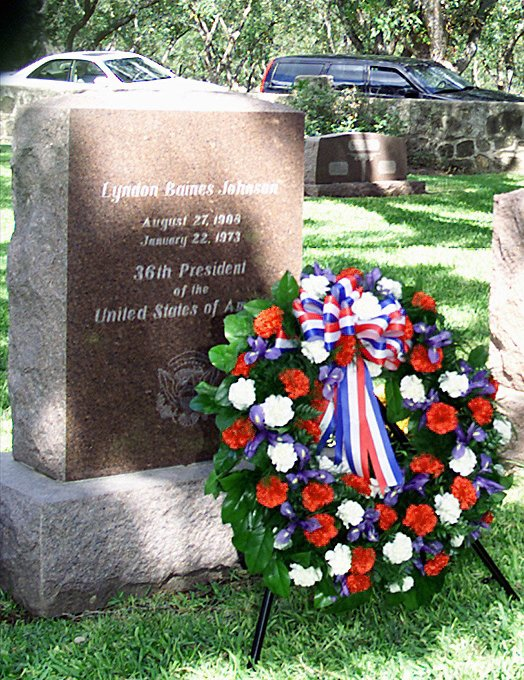
Mộ của Johnson

Johnson đã ghi hình một cuộc phỏng vấn trên truyền hình dài gần một tiếng với phóng viên Walter Cronkite tại trang trại của ông vào ngày 12 tháng 1 năm 1973, trong đó ông đã nói về những di sản của mình, đặc biệt là liên quan đến phong trào dân quyền. Lúc đó ông vẫn hút thuốc rất nhiều và nói với Cronkite rằng thà rằng trái tim ông "hút thuốc còn hơn là lo lắng".
Mười ngày sau, vào khoảng 3:39 chiều (giờ địa phương). Ngày 22 tháng 1 năm 1973, Johnson bị một cơn đau tim dữ dội trong phòng ngủ. Ông quản lý để gọi điện thoại cho các nhân viên Mật vụ tại trang trại, mọi người thấy ông vẫn cầm điện thoại, bất tỉnh và ngưng thở. Johnson được đưa lên một trong những chiếc máy bay riêng của mình tới San Antonio và được đưa đến Trung tâm y tế quân đội Brooke, nơi bác sĩ tim mạch và đại tá quân đội Tiến sĩ George McGranahan tuyên bố ông đã qua đời khi đến nơi, hưởng thọ 65 tuổi.
Ngay sau cái chết của Johnson, thư ký báo chí Tom Johnson đã gọi điện cho Walter Cronkite tại CBS; Cronkite đang phát sóng trực tiếp với CBS News News vào thời điểm đó, và một báo cáo về Việt Nam đã bị cắt đột ngột trong khi Cronkite vẫn đang trên đường truyền, vì vậy ông có thể phá vỡ tin tức. Cái chết của Johnson xảy ra hai ngày sau lễ nhậm chức lần thứ hai của Richard Nixon, sau 1 năm chiến thắng của Nixon trong cuộc bầu cử năm 1972.